# Майка Річардс
Ма́йка Рі́чардс (англ. Micah Richards, нар. 24 червня 1988, Бірмінгем) — англійський футбольний коментатор, колишній футболіст у ролі захисника та капітан клубу «Астон Вілла».

## Клубна кар'єра
Народився 24 червня 1988 року в місті Бірмінгем. Вихованець юнацьких команд футбольних клубів «Олдем Атлетик» та «Манчестер Сіті».
У дорослому футболі дебютував 22 жовтня 2005 року виступами за «Манчестер Сіті» в матчі чемпіонату проти «Арсенала», за який вболівав з дитинства. У складі «Сіті» довгий час був стабільним гравцем основного складу, проте з 2012 року втратив місце в «основі» і виходив на поле лише епізодично. У вересні 2014 року був орендований італійською «Фіорентіною».

## Виступи за збірні
2003 року дебютував у складі юнацької збірної Англії, взяв участь у 5 іграх на юнацькому рівні.
Протягом 2006—2010 років залучався до складу молодіжної збірної Англії, разом з якою був учасником молодіжного чемпіонату Європи 2009 року і здобув срібні нагороди турніру. Всього на молодіжному рівні зіграв у 14 офіційних матчах і забив 3 голи.
15 листопада 2006 року дебютував в офіційних матчах у складі національної збірної Англії в товариському матчі проти збірної Нідерландів (1-1), ставши наймолодшим захисником збірної в історії. 
Наразі провів у формі головної команди країни 13 матчів, забивши 1 гол.

## Досягнення
- Чемпіон Англії (2):

«Манчестер Сіті»: 2011-12, 2013-14
- Володар Кубка Англії (1):

«Манчестер Сіті»:  2010-11
- Володар Кубка Ліги (1):

«Манчестер Сіті»: 2013-14
- Володар Суперкубка Англії з футболу (1):

«Манчестер Сіті»: 2012